# Prix Bolchaïa Kniga

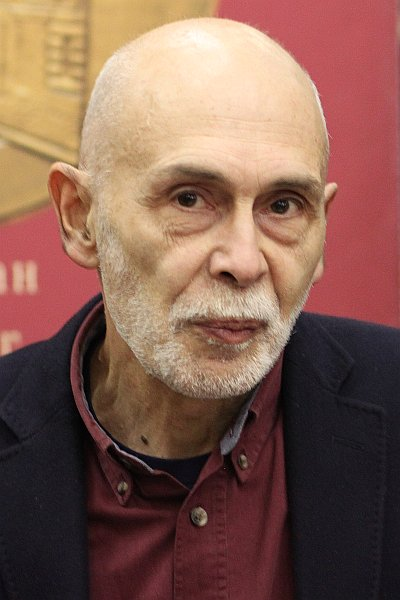
Leonid Iouzefovitch, Historien russe et auteur de romans policiers, lauréat en 2009, 2016 et 2021.

Le prix Bolchaïa Kniga (en russe : премия «Большая книга», Premiya Bolchaïa Kniga, littéralement en français Prix Grand livre), décerné annuellement depuis 2006 par le Centre pour le soutien de la littérature russe, est, avec le prix Booker russe, l'un des prix littéraires les plus importants de Russie. Il a été créé par le gouvernement russe pour la promotion et le développement de la création littéraire et de l'édition dans la fédération de Russie et est soutenu financièrement par un groupe d'entreprises russes.
Les œuvres susceptibles d'être récompensées appartiennent à tous les genres littéraires, qu'il s'agisse de romans, de recueils de nouvelles, de poésie, de mémoires ou de biographies.
Le jury, composé essentiellement d'écrivains, d'éditeurs et de critiques littéraires, comprend également quelques hommes d'affaires issus des entreprises qui parrainent le prix, dont la présence a pu faire naître, au début, un certain scepticisme quant à l'équité du processus de sélection[réf. nécessaire].
Le lauréat reçoit une importante somme d'argent, dépassée seulement par celle que reçoivent les lauréats du prix Nobel de littérature. Selon le règlement, trois prix sont attribués chaque année. La somme allouée au lauréat du premier prix est de trois millions de roubles (environ 40 500 euros), les lauréats des deuxième prix et troisième prix reçoivent chacun une somme d'un million de roubles (environ 13 500 euros).

## Fondateurs
Le fondateur du prix Bolchaïa Kniga est le Centre de soutien de la littérature nationale, fondé par :
- Alfa Bank, banque privée russe ;
- Groupe Renova (en), conglomérat russe avec des intérêts dans l'aluminium, le pétrole, l'énergie, les télécommunications et une variété d'autres secteurs ;
- Roman Abramovitch, homme d'affaires, investisseur et homme politique russo-israélien ;
- Alexandre Mamut, avocat, banquier et investisseur russe ;
- Goum, centre commercial moscovite ;
- Medved (magazine) (ru), principal magazine masculin russe ;
- Vi (Video International) (ru), opérateur du marché de la publicité médiatique en Russie, dans la CEI et en Europe de l'Est ;
- Fondation caritative pour l'aide au corps des cadets Alexei-Yordan.

Le président du conseil d'administration du centre est Vladimir Grigorev, et le directeur général du prix et directeur du centre est Georgy Urushadze (ru).
Les cofondateurs du prix sont :
- Ministère de la Culture de Russie
- Agence fédérale de la Presse et des Communications de masse de la fédération de Russie (en)
- Institut de littérature russe (Maison Pouchkine) de l'Académie des sciences de Russie
- Union du livre russe
- Association des bibliothèques russes
- Compagnie d'État pan-russe de télévision et de radiodiffusion (VGTRK)
- Tass (agence de presse)
- AO Gazprom-Media Holding
- Maison d'édition Komsomolskaïa Pravda.

## Conseil de fondation
Le conseil de fondation est la plus haute autorité du prix. Il approuve et modifie le règlement du prix, entre autres tâches.
Le conseil de fondation est composé de:
- Oleg Syssouïev (ru)
- Alexandre Avdeïev
- Vsevolod Bagno
- Oleg Dobrodeïev (ru)
- Mikhaïl Seslavinski
- Sergueï Stepachine
- Victor Fedorov (ru)
- Sergueï Alexandrovitch Filatov (ru)
- Mikhaïl Chvydkoï

## Procédure d'attribution

### Formation de la liste des nommés (« longue liste »)
Les œuvres publiées ou les manuscrits peuvent tous les deux participer au concours pour le prix. Les éditeurs, les membres de l'Académie littéraire (le jury du prix), les médias, les syndicats créatifs ainsi que les autorités étatiques (au niveau fédéral et régional) peuvent proposer une œuvre ou un manuscrit pour le concours. Des travaux publiés peuvent également être proposés par l'auteur ou l'autrice.

## Liste des lauréats du premier prix

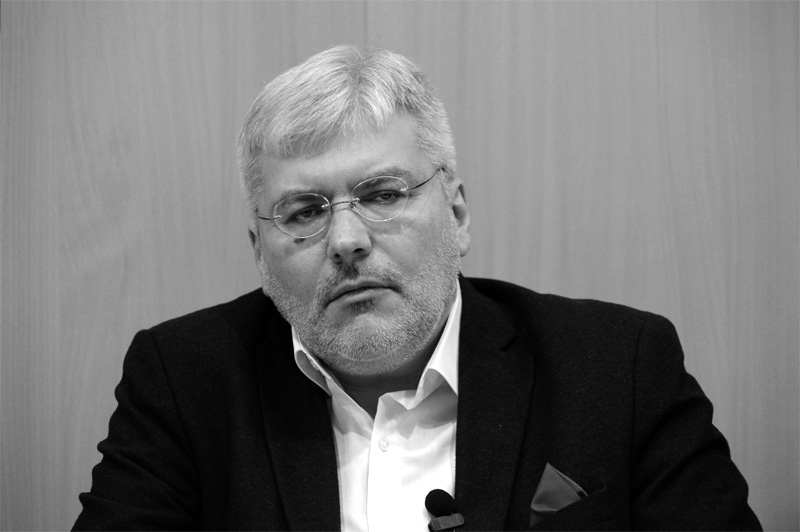
Evgueni Vodolazkine, lauréat en 2013 et 2023

- 2006 : Dmitri Bykov pour Boris Pasternak (Борис Пастернак)
- 2007 : Lioudmila Oulitskaïa pour Daniėľ Štajn, perevodčik (Даниэль Штайн, переводчик)
- 2008 : Vladimir Makanine pour Asan
- 2009 : Leonid Iouzefovitch (ru) pour Zhuravli i karliki (Журавли и карлики)
- 2010 : Pavel Bassinski (ru) pour Lev Tolstoy: begstvo iz raya (Лев Толстой: Бегство из рая)
- 2011 : Mikhaïl Chichkine, pour Pis'movnik (Письмовник), traduit en français par Nicolas Véron aux Éditions Noir sur Blanc sous le titre Deux heures moins dix -  (ISBN 978-2-88250-264-3)
- 2012 : Daniil Granine pour Moy leytenant (Мой лейтенант)
- 2013 : Evgueni Vodolazkine, pour Lavr (Лавр), traduit en français par Anne-Marie Tatsis-Botton chez Fayard sous le titre Les Quatre vies d'Arseni -  (ISBN 978-2-21368-636-3)
- 2014 : Zakhar Prilepine pour Obitel (Обитель), traduit en français par Joëlle Dublanchet aux Éditions Actes Sud sous le titre L'Archipel des Solovki -  (ISBN 978-2-33008-188-1)
- 2015 : Gouzel Iakhina, pour Zuleikha otkryvaet glaza (Зулейха открывает глаза), traduit en français par Maud Mabillard aux Éditions Noir sur Blanc sous le titre Zouleikha ouvre les yeux -  (ISBN 978-2-88250-470-8)
- 2016 : Léonid Iouzefovitch (ru), pour Zimnyaya doroga (Зимняя дорога )
- 2017 : Lev Danilkine (ru) pour Lenin. Pantokrator solnechnyh pylinok (Ленин. Пантократор солнечных пилинок)
- 2018 : Maria Stepanova (ru) pour Pamyati pamyati (Памяти памяти)
- 2019 : Oleg Lekmanov (ru), Mikhaïl Sverdlov (ru) et Ilia Simanovskii pour Venedikt Erofeïev: Postoronnii (Венедикт Ерофеев: посторонний)
- 2020 : Alexandre Ilitchevsky pour le roman Le Dessin de Newton (Чертёж Ньютона)
- 2021 : Léonid Iouzefovitch (ru) pour le roman « Philhellen » (Филэллин)
- 2022 : Pavel Basinskypour (ru) pour le livre « L'Histoire vraie d'Anna Karénine » (Подлинная история Анны Карениной)
- 2023 : Evgueni Vodolazkine, pour le roman « Chagin » (Чагин)
- 2024 : Alexeï Varlamov pour le roman « Odsun » (Одсун)